# Fontenay-le-Vicomte
Fontenay-le-Vicomte är en kommun i departementet Essonne i regionen Île-de-France i norra Frankrike. Kommunen ligger i kantonen Mennecy som tillhör arrondissementet Évry. År 2022 hade Fontenay-le-Vicomte 1 563 invånare.

## Befolkningsutveckling
Antalet invånare i kommunen Fontenay-le-Vicomte
| Referens: INSEE |